# Choszczno (district)
Choszczno (powiat choszczeński) is een Pools district (powiat) in de woiwodschap West-Pommeren. De oppervlakte bedraagt 1327,95 km², het inwonertal 50.282 (2014).

## Steden
- Choszczno(Arnswalde)
- Drawno (Neuwedell)
- Pełczyce (Bernstein)
- Recz (Reetz)

Stadsdistricten: Szczecin · Koszalin · Świnoujście

Districten:
Białogard · Choszczno · Drawsko Pomorskie · Goleniów · Gryfice · Gryfino · Kamień · Kołobrzeg · Koszalin · Łobez · Myślibórz · Police · Pyrzyce · Sławno · Stargard · Szczecinek · Świdwin · Wałcz

Grootste steden:
Białogard · Goleniów · Gryfino · Kołobrzeg · Koszalin · Police · Stargard · Świnoujście · Szczecin · Szczecinek · Wałcz